# Oud Stadhuis (Hasselt)

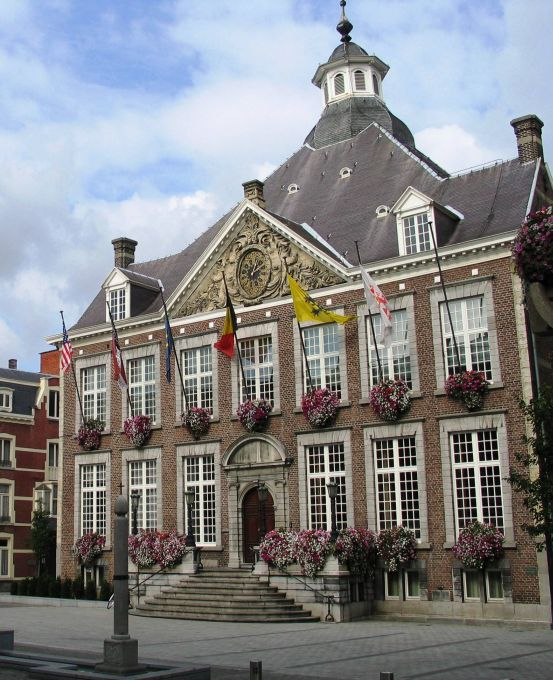
Stadhuis van Hasselt met vooraan perroen

Het Oude Stadhuis van Hasselt, ook wel Den Nieuwen Bauw genoemd, is een gebouw aan het Groenplein te Hasselt dat tot 2018 dienstdeed als stadhuis van Hasselt. Sindsdien huizen de stadsdiensten in het nieuwe stadhuis ’t Scheep aan het Limburgplein.

## Geschiedenis
Het betreft een groot, alleenstaand herenhuis dat in het derde kwart van de 17e eeuw werd gebouwd en dienstdeed als hotel. In 1675 vond een verbouwing plaats. In 1779 kocht de stad Hasselt het gebouw, om het dienst te laten doen als stadhuis. Voordien was het stadhuis aan de Havermarkt gevestigd, maar dit gebouw was bouwvallig geworden.
In 1780 werd het gebouw aangepast in laatclassicistische stijl met strakke symmetrie. Aan de voor- en achterzijde bevindt zich een driehoekig fronton, terwijl de hoofdingang een opgaande trap en een bordes bezit. Het hoge dak wordt bekroond door een centrale toren met lantaarn. De raadszaal is in neorenaissancestijl ingericht en het kabinet van de burgemeester is in empirestijl uitgevoerd.
Boven de schouw van de raadszaal bevindt zich een schilderij van Godfried Guffens; het stelt de Loonse graaf Arnold IV voor die de stadsvrijheden in 1232 hernieuwt. In 2021 werd begonnen met de restauratie van het oude stadhuis, waarbij het dak als eerste werd aangepakt. De volledige restauratie werd voltooid in 2023, waarna het gebouw in gebruik werd genomen door Het Kunstuur, een culturele organisatie die kunsttentoonstellingen organiseert in het oude stadhuis.

## Het Kunstuur
Het Kunstuur richt zich op de topwerken van Belgische kunstenaars uit de periode 1850-1950, een tijdperk dat gekenmerkt werd door een rijke diversiteit aan kunststromingen. Meer dan de helft van de tentoongestelde schilderijen komt uit privébezit en is zelden eerder aan het publiek getoond. De overige werken zijn bruiklenen van musea.
Het Kunstuur is een privé-initiatief van Joost en Hans Bourlon, onder het toeziend oog van hun grootvader, kunstschilder Jozef (Jos) De Bie (1900-1981).

## Nieuwbouw
Omdat het gebouw te klein was geworden om alle gemeentelijke diensten te huisvesten, en deze op een zestal plaatsen over de stad verspreid waren, besloot men in 2013 om nieuwbouw te verrichten, waarbij de Rijkswachtkazerne aan de Guffenslaan, uit 1879, werd gerenoveerd en met moderne nieuwbouw werd uitgebreid. Dit nieuwe stadskantoor genaamd ’t Scheep opende in 2018.